# 001/7親指トム
『001/7おや指トム』（ゼロゼロななぶんのいちおやゆびトム）（英語表記：TOM of T.H.U.M.B.）は、アメリカのビデオクラフト社と日本の東映動画による日米合作のテレビアニメである。全24話。
タイトル表記について、『親指トム』や『親ゆびトム』と表記している文献やレコードが多いが、『おや指トム』が正しい。
日本では、アニメ『キングコング』とのセットで放送。NET（現・テレビ朝日）系列局で毎週水曜 19:30 - 20:00 （日本標準時）に放送されていた。番組自体は全26回で、1967年4月5日から同年10月4日まで放送されていたが、ラスト2回を『キングコング』の放送に使うため、本作は同年9月20日放送分をもって終了した。
本作の主人公は、名探偵のヒーローという設定である。対抗する悪の組織として、MAD（またまた悪事同盟）という組織が登場する。

## ストーリー
主人公のトムとその助手のジャックが、ちびっ子光線を浴びて小人化してしまった。小人化したことにより、普通の人では解決し得ない難事件を解決していく。

## 声の出演（日本語吹き替え版）
- トム（主人公） - 近石真介
- ジャック（トムの助手） - 八代駿
- チーフ（トムとジャックの上司） - 熊倉一雄
- ジェフ・ブリッジス - 寺田誠
- 千葉耕市
- 槐柳二
- 塚田正昭

## 主題歌（日本語吹き替え版）
「001/7おや指トム」
作詞・作曲・編曲 - 小林亜星 / 歌 - フォー・シンガーズ / 発売元 - テイチク（現・テイチクエンタテインメント）
この曲が流れるパートの映像は、冒頭のチアガールが持つタイトル部と最後のタイトル表示以外は英語版でも同じである。
「キンダーレコード」（日本グラモフォン）から発売されたカバー版では、ハニーナイツが歌唱を担当。フォー・シンガーズ版よりもテンポが遅く、後年のCDには収録されていない2・3番や間奏が存在する。

## 各話リスト（日本語吹き替え版）
| 話数 | 放送日        | サブタイトル                   |
| ---- | ------------- | ------------------------------ |
| 1    | 1967年 4月5日 | 全世界ひやひやの巻             |
| 2    | 4月19日       | どっこい僕はエサじゃないの巻   |
| 3    | 4月26日       | シャンデリア作戦の巻           |
| 4    | 5月3日        | 小鳥になってチュンチュンの巻   |
| 5    | 5月10日       | あわてず騒がずバッチリとの巻   |
| 6    | 5月17日       | 機械仕掛けのおばあちゃんの巻   |
| 7    | 5月24日       | 宇宙から来たお客様の巻         |
| 8    | 5月31日       | ニューヨーク爆発寸前の巻       |
| 9    | 6月7日        | 女スパイにご用心の巻           |
| 10   | 6月14日       | ぐうぐう大手柄の巻             |
| 11   | 6月21日       | とけて流れて大変だあの巻       |
| 12   | 6月28日       | MADテレビ局の巻                |
| 13   | 7月5日        | タイムマシンで追跡の巻         |
| 14   | 7月12日       | MADなど朝めし前の巻            |
| 15   | 7月19日       | 変装はバレどおしの巻           |
| 16   | 7月26日       | ハロー！お人形さんドーリーの巻 |
| 17   | 8月2日        | 西部の相棒の巻                 |
| 18   | 8月9日        | ジャックと豆の木作戦の巻       |
| 19   | 8月16日       | ふれふれ大騒動の巻             |
| 20   | 8月23日       | 怪物になったトムの巻           |
| 21   | 8月30日       | ロンドン橋の怪事件の巻         |
| 22   | 9月6日        | 太平洋が消えちゃったの巻       |
| 23   | 9月13日       | マンモスダムをまもれの巻       |
| 24   | 9月20日       | ロボット蜂だそれ踊れの巻       |

参考：『東映動画アーカイブス にっぽんアニメの原点』ワールドフォトプレス、2010年、151 - 152頁。

## 補足
『キングコング』第1篇と本作開始までの間には、カーレースをモチーフにした映像が挿入されていた。そして本作終了後と『キングコング』第2篇までの間には、キングコングが喜んでいるのを見てボビーとスーザンが会話をしている映像が挿入されていた。